# Maja Koen
Maja Koen, bułg. Мая Коен (ur. 21 kwietnia 1973) – bułgarska szachista, mistrzyni międzynarodowa od 1992 roku.

## Kariera szachowa
Kilkukrotnie reprezentowała Bułgarię na mistrzostwach świata i Europy juniorek w różnych kategoriach wiekowych, zdobywając dwa brązowe medale: Aguadilla 1989 (MŚ do 16 lat) oraz Mamaia 1991 (MŚ do 20 lat).
W 1991 uczestniczyła w turnieju strefowym (eliminacji mistrzostw świata), rozegranym w Hajdúszoboszló, zajmując VII miejsce. W 1992 wystąpiła w narodowej drużynie na szachowej olimpiadzie w Manili oraz na drużynowych mistrzostwach Europy w Debreczynie. W 1992 i 1994 dwukrotnie zdobyła złote medale indywidualnych mistrzostw Bułgarii.
Najwyższy ranking w karierze osiągnęła 1 stycznia 1993, z wynikiem 2275 punktów dzieliła wówczas 72-77. miejsce na światowej liście FIDE, jednocześnie zajmując 2. miejsce (za Margaritą Wojską) wśród bułgarskich szachistek.